# Riolândia (ort)
Riolândia är en ort i Brasilien.   Den ligger i kommunen Riolândia och delstaten São Paulo, i den sydöstra delen av landet, 500 km söder om huvudstaden Brasília. Riolândia ligger 443 meter över havet och antalet invånare är 10 575.
Terrängen runt Riolândia är platt, och sluttar norrut. Riolândia är det största samhället i trakten.
Omgivningarna runt Riolândia är en mosaik av jordbruksmark och naturlig växtlighet. Runt Riolândia är det glesbefolkat, med 14 invånare per kvadratkilometer.